# 拓跋赤辞
拓跋赤辞（?—7世纪?）是中国历史上唐朝初期的一个党项族首领。拓跋赤辞被看作是后来西夏皇族的始祖。
他的部落一开始是与吐谷浑有密切关系的，双方结亲。634年吐谷浑受到唐朝行军大总管李靖攻击时，拓跋赤辞协助吐谷浑抵擋，但是最后吐谷浑被击败。先是依附吐谷浑，后在刘师立的劝告下，他改效忠唐朝，被封为西戎州都督，赐姓李，爵封平西公，驻扎在松州（今天的四川松潘）。
后来因为受到吐蕃的攻击不敌，被唐朝举族迁往庆州，今天甘肃庆阳。关于党项北迁是在拓跋赤辞生前还是生后有不同的意见。有人认为拓跋赤辞被迁往庆州后被封为右监门都督和平西公。